# Heads Up
Albums de Warpaint
Warpaint
(2014)
Heads Up est le troisième album du groupe Warpaint.

## Contexte
Après une interruption d'un an où les membres travaillent sur des projets personnels, le groupe enregistre son troisième album, à Los Angeles en quatre mois, avec une production de Jake Bercovici, déjà producteur de leur premier album The Fool.

## Liste des chansons
Toutes les chansons sont écrites et composées par Warpaint.
| 1.    | Whiteout      | 4:42 |
| 2.    | By Your Side  | 4:32 |
| 3.    | New Song      | 4:16 |
| 4.    | The Stall     | 4:55 |
| 5.    | So Good       | 5:59 |
| 6.    | Don't Wanna   | 3:42 |
| 7.    | Don't Let Go  | 4:21 |
| 8.    | Dre           | 3:58 |
| 9.    | Heads Up      | 4:57 |
| 10.   | Above Control | 5:12 |
| 11.   | Today Dear    | 4:49 |
| 51:16 |               |      |

| Bonus sur l'édition japonaise | Bonus sur l'édition japonaise | Bonus sur l'édition japonaise | Bonus sur l'édition japonaise | Bonus sur l'édition japonaise | Bonus sur l'édition japonaise | Bonus sur l'édition japonaise | Bonus sur l'édition japonaise | Bonus sur l'édition japonaise | Bonus sur l'édition japonaise |
| No                            | Titre                         | Durée                         |                               |                               |                               |                               |                               |                               |                               |
| ----------------------------- | ----------------------------- | ----------------------------- | ----------------------------- | ----------------------------- | ----------------------------- | ----------------------------- | ----------------------------- | ----------------------------- | ----------------------------- |
| 12.                           | I'll Start Believing          | 2:58                          |                               |                               |                               |                               |                               |                               |                               |
| 13.                           | No Way Out                    | 7:20                          |                               |                               |                               |                               |                               |                               |                               |
| 61:34                         |                               |                               |                               |                               |                               |                               |                               |                               |                               |

## Musiciens
- Jenny Lee Lindberg – basse
- Emily Kokal – guitare, chant
- Theresa Wayman – guitare, chant
- Stella Mozgawa – batterie